# Monty Norman
Monty Norman (Londres, 4 de abril de 1928 - 11 de julho de 2022) foi um cantor e compositor melhor conhecido por criar o tema da série de filmes da franquia James Bond. Norman faturou 485 000 euros de royalties pelo tema da séries desde Dr. No, e desde então criou poucas músicas.
Norma escreveu ainda as bandas sonoras para os filmes "As 2 Faces do Dr. Jekyll" (1960), "O Mundo em Chamas" (1961), "Safari Inesperado" (1963) e a minissérie "Dickens of London" (1976).